# Inge Löwenstein
Inge Löwenstein (* 1923 in Stuttgart) war Miss Germany von 1949.

## Leben
Im März 1949 – ein halbes Jahr vor Gründung der Bundesrepublik Deutschland – gewann die Stuttgarterin in Bad Homburg vor der Höhe mit 9375 von 10.000 möglichen Punkten den Titel der deutschen Schönheitskönigin, Miss Germany.
Die ersten Misswahlen nach dem Zweiten Weltkrieg waren eine Idee des Wiesbadener Kleinunternehmers Karl Heinz Ronke, der die Deutsche Modenschau-Gesellschaft gegründet und für die Bewertung der Bewerberinnen eine eigenwillige Punktetabelle entwickelt hatte. Entscheidend waren unter anderem nicht nur der Brustumfang, sondern auch die Stärke der Unterlippe oder der Abstand von der Brust zum Hals.
Inge Löwenstein konnte ihre Wahl zur Miss Germany als Sprungbrett in die Neue Welt nutzen. Sie erhielt von einer amerikanischen Fluggesellschaft eine für damalige Verhältnisse außerordentlich gut bezahlte Stelle in New York.